# St John’s Church (Dunoon)

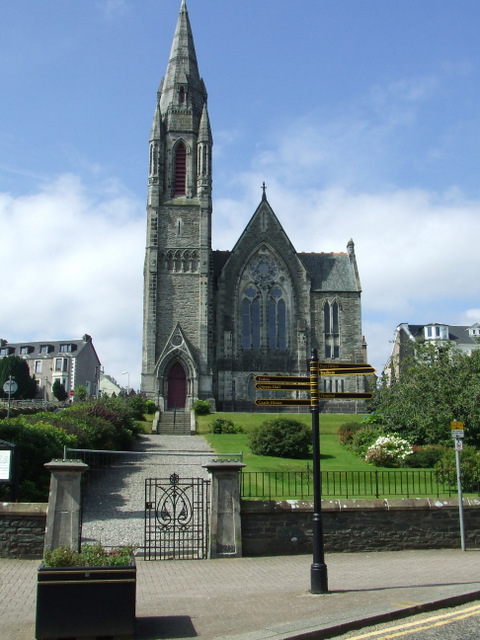
St John’s Church

Die St John’s Church, ehemals Dunoon Free Church, ist ein Kirchengebäude der presbyterianischen Church of Scotland in der schottischen Stadt Dunoon. Das Gebäude liegt in der Stadtmitte an der Kreuzung zwischen Hanover Street und Victoria Road. 1971 wurde die St John’s Church in die schottischen Denkmallisten zunächst in der Kategorie B aufgenommen. Im Jahre 2000 erfolgte dann die Hochstufung in die höchste Kategorie A. Die Kirche ist heute noch als solche in Verwendung.

## Geschichte
Das Gebäude wurde am Standort einer älteren Kirche aus dem Jahre 1843 errichtet. Als Architekt wurde R. A. Bryden engagiert, welcher die Kirche 1877 fertigstellte. Wie auch der Vorgängerbau wurde sie zunächst als Dunoon Free Church bezeichnet und erst später in St John’s Church umbenannt. 1895 installierten Brook & Co eine Orgel mit zwei Manualen. Im Jahr 1921 wurde schließlich auf drei Manuale erweitert.

## Beschreibung
Die St John’s Church wurde als Schichtenmauerwerk aus Bruchstein erbaut und weist die Merkmale der neogotischen Architektur auf. Der Glockenturm ist im Westen vorgelagert und steht versetzt zur Hauptgebäudeachse. Der quadratische Turm ist in drei Segmente untergliedert, von denen der obere mit Ecktürmchen versehen ist. Die Turmspitze ist oktogonal. Ebenerdig ist eine Eingangstür im Spitzbogenmotiv eingelassen. Die Giebelseite des Kirchenschiffs neben dem Turm ist mit verzierten Lanzettfenstern ausgestattet, die eine Fensterrose bekrönt. Das Schiff schließt mit einem schiefergedeckten Satteldach ab. Die östliche Giebelfläche wird von zwei kleineren quadratischen Türmen umrahmt.